# Kościół św. Maksymiliana Kolbego w Słupsku
Kościół pw. św. Maksymiliana Kolbego – kościół murowany w stylu współczesnym-namiotowym, w Słupsku przy ulicy Marszałka Józefa Piłsudskiego 20. Kościołem opiekują się księża diecezjalni.

## Architektura
Wybudowany w latach 1974–1987, staraniem ówczesnego biskupa koszalińsko-kołobrzeskiego Ignacego Jeża. Funkcję budowniczego powierzono ks. Julianowi Mizerze.

Kościół poświęcił 22 grudnia 1985 bp Ignacy Jeż, natomiast konsekrował 12 grudnia 2007 bp Edward Dajczak.